# Frederick Naylor
Frederick Harold Naylor (* 15. Februar 1881 in London; † 16. November 1949 ebenda) war ein britischer Schwimmer.

## Karriere
Naylor schwamm seit seinen Jugendjahren bei regionalen Wettbewerben und konnte einige Titel erringen. 1908 nahm er an den Olympischen Spielen in London teil. Im Wettbewerb über 200 m Brust konnte er sich im zweiten Vorlauf nicht für das Halbfinale qualifizieren.